# Gregor Virant
Gregor Virant (né le 4 décembre 1969 à Ljubljana) est un homme d'État slovène membre de la Liste civique (DL).

## Biographie

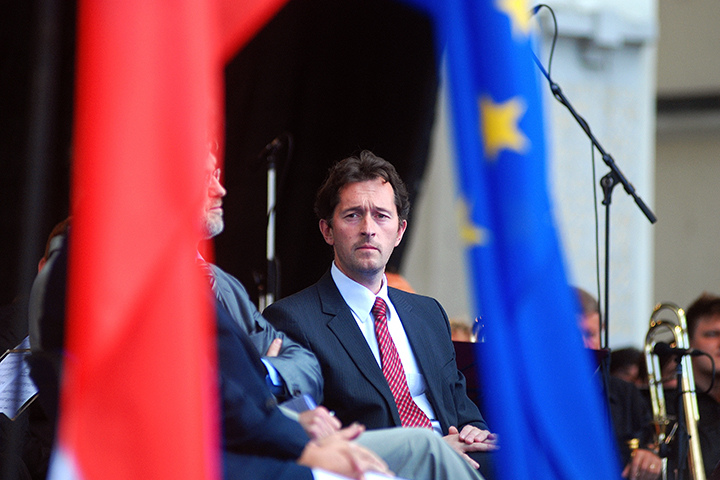
Gregor Virant à un meeting public du Rassemblement pour la République.

### Fondateur de la Liste civique
Il est ministre de l'Administration publique de 2004 à 2008, dans le gouvernement Janša I.
Il a fondé en octobre 2011 un parti politique, une liste civique portant son nom, qui lui a permis de remporter 8 sièges au Parlement slovène lors des élections anticipées de décembre 2011. Le 21 décembre, il est élu président de l'Assemblée nationale.

### Ministre de l'Intérieur
Il est remplacé, le 28 janvier 2013, par Jakob Presečnik, du Parti populaire slovène (SLS), après le retrait de son parti de la coalition de centre droit au pouvoir.
À peine deux mois plus tard, le 20 mars, il est nommé ministre de l'Intérieur et de l'Administration publique dans le gouvernement de centre-gauche d'Alenka Bratušek. Son parti est exclu de l'Assemblée lors des élections législatives anticipées du 13 juillet 2014.
Il est remplacé le 18 septembre suivant par Vesna Györkös Žnidar, ministre de l'Intérieur, et Boris Koprivnikar, ministre de l'Administration publique.

## Sources
- Profil sur le site du gouvernement slovène
- Profil sur le site de la conférence gouvernementale de Lisbone, septembre 2007
- Article sur l'élection de Virant au poste de président du Rassemblement pour la République